# Короткохоботник туранский
Короткохоботник туранский (лат. Nanorrhynchus crassinervis) — вид слепней из подсемейства Tabaninae и трибы Diachlorini, единственный представитель род рода Nanorrhynchus.

## Внешнее строение
Длина тела имаго 12—14,5 мм. Глаза без полосок в коротких волосках. Простых глазков нет. У самцов омматидии нижней трети глаз в 3—4 раза меньше верхних. Лобная полоска в верхней части немного расширена. Два основных членика усика коричневато-жёлтые, а третий членик — чёрный. Хоботок редуцированный. Крылья слегка беловатые с коричневыми жилками. Окраска ног жёлтая. Вершины голеней передних ног и лапки средних и задних ног коричневые. Лапки передних ног черноватые. Присоски на лапках короткие. Брюшко удлинённое в серых волосках и сером налёте.
Личинки белые, длиной около 30 мм и шириной около 3 мм. Головной конец тела заострён, хвостовой конец — округлый.

## Биология
Редкий пустынный некровососущий вид. Имаго летают в мае и начале июня. Личинки развиваются в песке на глубине до 60 см пустынно-степных местообитаниях. По характеру питания они хищники и сапрофаги.

## Распространение
Вид встречается в Туркмении, Узбекистане (Нуратау) и Казахстане (в нижнем течение реки Чу).